# Friss oder stirb (Fernsehserie)
Friss oder stirb war eine Fernsehserie um die deutsche Musikgruppe Die Toten Hosen. Die 16 Episoden von je zirka 20 bis 25 Minuten entstanden im Jahr 2004 unter der Regie von Stefan Kloos. Die Sendungen wurden vom 17. September 2004 bis zum 14. Januar 2005, durch die Werbeunterbrechung in der Mitte auf eine halbe Stunde gestreckt, an jedem Freitag ab 21 Uhr von der deutschen Gesellschaft des Fernsehsenders MTV Germany ausgestrahlt. Alle 16 Dokumentarfilme erschienen am 20. Juni 2005 als Dreifach-DVD bei JKP.

## Handlung
Die in Form einer Doku-Soap gedrehten Kurzfilme zeigen Ausschnitte aus dem Alltag der Rockband Die Toten Hosen. Neben den Bandmitgliedern Campino, Andreas von Holst, Andreas Meurer, Michael Breitkopf und Vom Ritchie sind auch Roadies, Manager und Büroangestellte von JKP, Verwandte und Freunde der Band im Visier der Kamera. Zum Soundtrack der Filme gehören 123 Musiktitel, darunter Live-Mitschnitte von der Friss oder stirb-Tour 2004 vom Auftritt bei Rock am Ring vom 2. Juni 2004 und vom Wohnzimmerkonzert in Pirmasens am 13. November 2004. Die DVDs enthalten zusätzlich eine Session der ehemaligen Mitglieder der Band ZK im Proberaum von Die Toten Hosen in Düsseldorf.

## Folgen
1. Balkan Sommertour Teil 1
2. Balkan Sommertour Teil 2
3. Düsseldorf Open – Die Toten Hosen spielen Golf
4. Zurück zum Glück – Wie das neue Album der Toten Hosen entsteht
5. Unter freiem Himmel – Das Zeltlager der Toten Hosen
6. Die Herren des Rings – On Stage & Backstage bei Rock am Ring
7. Spiel. Satz. Sieg? – Die Toten Hosen vs. Donots
8. Unser schönstes Ferienerlebnis – Die Toten Hosen und ihr freier Tag in Düsseldorf
9. Freier Fall – Die Toten Hosen beim Fallschirmspringen
10. London Calling – Die Toten Hosen in London
11. Ein kleines bisschen Horrorshow – Die härtesten und die besten Bewerbungsvideos
12. No sleep ’til Pirmasens – Der Magical Mystery Gig der Toten Hosen
13. Planlos auf Ibiza – Die Toten Hosen reif für die Insel
14. Wir sind auf dem Weg – Die Toten Hosen beim Tourstart 2004
15. Menschen – Tiere – Sensationen – Best of Friss oder stirb Teil 1
16. Menschen – Tiere – Sensationen – Best of Friss oder stirb Teil 2

Die DVD enthält zusätzlich:
1. Leichen pflastern ihren Weg: ZK
2. Blaue Stunde
3. Warum werde ich nicht satt: Raritäten aus dem Schnittarchiv
4. Musikvideos zu den Liedern Friss oder Stirb, Ich bin die Sehnsucht in dir, Walkampf, Alles wird vorübergehen und Freunde.

## Resonanz
Ulf Lippitz vom Spiegel bezeichnet die Sendereihe als „Blödelfernsehen mit Musikerbeteiligung“ und kreidet an, dass man „den deutschen Spaß-Punkern“ aber auch gar nicht so richtig nah hätte kommen sollen. Friss oder stirb liefere passable Unterhaltung, sei kurzweilig und garantiert frei von Provokation.
In der Süddeutschen Zeitung schreibt Christopher Keil, dass Die Toten Hosen sich beim deutschen Ableger des Musiksenders als Therapiegruppe zwischen Spaß und Kommerz inszenieren würden.
Die Dreifach-DVD stieg am 1. Juli 2005 in die deutschen Charts ein, verweilte dort vier Wochen und erreichte als höchste Platzierung Rang 34, in der Schweizer Hitparade blieb die DVD ab dem 10. Juli 2005 zwei Wochen und erreichte Platz Nr. 64. Die Toten Hosen wurden in Deutschland für die DVDs Friss oder stirb mit einer goldenen Schallplatte ausgezeichnet.